# Eloria torrida
Eloria torrida är en fjärilsart som beskrevs av William Schaus 1910. Eloria torrida ingår i släktet Eloria och familjen tofsspinnare. Inga underarter finns listade i Catalogue of Life.